# Liste der Kulturdenkmäler in Liederbach am Taunus
Die folgende Liste enthält die in der Denkmaltopographie ausgewiesenen Kulturdenkmäler auf dem Gebiet  der Gemeinde Liederbach am Taunus, Main-Taunus-Kreis, Hessen.
Hinweis: Die Reihenfolge der Denkmäler in dieser Liste orientiert sich zunächst an Ortsteilen und anschließend der Anschrift, alternativ ist sie auch nach der Bezeichnung, der vom Landesamt für Denkmalpflege vergebenen Nummer oder der Bauzeit sortierbar.
Kulturdenkmäler werden fortlaufend im Denkmalverzeichnis des Landes Hessen durch das Landesamt für Denkmalpflege Hessen auf Basis des Hessischen Denkmalschutzgesetzes (HDSchG) geführt. Die Schutzwürdigkeit eines Kulturdenkmals hängt nicht von der Eintragung in das Denkmalverzeichnis des Landes Hessen oder der Veröffentlichung in der Denkmaltopographie ab.

## Niederhofheim
| Bild                          | Bezeichnung                   | Lage                                            | Beschreibung | Bauzeit                | Objekt-Nr. |
| ----------------------------- | ----------------------------- | ----------------------------------------------- | --- | ---------------------- | ---------- |
| Fachwerkwohnhaus              | Fachwerkwohnhaus              | Alt Niederhofheim 26 LageFlur: 6, Flurstück: 42 | Sichtfachwerk stammt aus der Zeit um 1700 | 1695 bis 1705          | 46431 DDB  |
| Gasthaus „Rudolph“            | Gasthaus „Rudolph“            | Alt Niederhofheim 30 LageFlur: 6, Flurstück: 44 | Fachwerkbau der zweiten Hälfte des 18. Jahrhunderts; die Fassade besitzt Einflüsse des Klassizismus. | Ende 18. Jahrhundert   | 46432 DDB  |
| Fachwerkwohnhaus              | Fachwerkwohnhaus              | Alt Niederhofheim 32 LageFlur: 6, Flurstück: 45 | Wohnhaus eines Zweiseithofes, errichtet um 1700 | 1695 bis 1705          | 46433 DDB  |
| Wohnhaus                      | Wohnhaus                      | Alt Niederhofheim 38 LageFlur: 6, Flurstück: 48 | Fachwerk stammt aus der Zeit um 1700, das überdachte Hoftor aus dem 19. Jahrhundert | 1695 bis 1705          | 46434 DDB  |
| Hofensemble                   | Hofensemble                   | Alt Niederhofheim 41 LageFlur: 4, Flurstück: 15 | Der Vierseithof stammt aus dem 18. Jahrhundert, vermutlich um 1780 | 1775 bis 1785          | 46435 DDB  |
| Ehemaliges Rathaus und Schule | Ehemaliges Rathaus und Schule | Alt Niederhofheim 42 LageFlur: 6, Flurstück: 50 | Der Fachwerkbau wurde von 1714 bis 1717 errichtet, von 1819 bis 1891 wurde er als Schule genutzt | 1717                   | 46436 DDB  |
| Fachwerkwohnhaus              | Fachwerkwohnhaus              | Alt Niederhofheim 46 LageFlur: 6, Flurstück: 54 | Das zweistöckige Wohnhaus mit Satteldach stammt vermutlich um das 17./18. Jahrhundert. | 1675 bis 1725          | 46437 DDB  |
| Fachwerkwohnhaus              | Fachwerkwohnhaus              | Alt Niederhofheim 55 LageFlur: 4, Flurstück: 50 | Das Haus mit Krüppelwalmdach stammt aus dem Ende des 18. Jahrhunderts. | Ende 18. Jahrhundert   | 46439 DDB  |
| Fachwerkwohnhaus              | Fachwerkwohnhaus              | Alt Niederhofheim 66 LageFlur: 6, Flurstück: 67 | Zweistöckiges Fachwerkwohnhaus aus dem 18. Jahrhundert mit überdachtem Hoftor. | 1725 bis 1775          | 46441 DDB  |
| Bild gesucht BW               | Gesamtanlage Niederhofheim    | Lage                                            | Zum alten Ortskern des ehemaligen Dorfes Niederhofheim gehören die Hofreiten an den Straßen Alt Niederhofheim mit den Nummern 26-68 und 19-51 und Haingraben Nummer 1–13, 33, 35 und 2).                                                                        |                        | 46430 DDB  |
| Gesamtanlage                  | Gesamtanlage                  | Haingraben 3 LageFlur: 4, Flurstück: 26         | Ein Hakenhof, errichtet zu Beginn des 18. Jahrhunderts mit Wohnhaus (Satteldach), Fachwerkscheune mit Stall (heute beides als Wohngebäude genutzt) | Anfang 18. Jahrhundert | 46442 DDB  |
| Fachwerkwohnhaus              | Fachwerkwohnhaus              | Haingraben 5 LageFlur: 4, Flurstück: 27         | zweistöckiges Wohnhaus mit Fachwerk aus dem 18. Jahrhundert | 1725 bis 1775          | 46443 DDB  |
| Fachwerkwohnhaus              | Fachwerkwohnhaus              | Haingraben 7 LageFlur: 4, Flurstück: 28/1       | Fachwerkwohnhaus erbaut um 1681. erbaut. Das dreizonige Ernhaus wurde als Schäferhaus gebaut und diente später als Dorfgefängnis. | 1676 bis 1686          | 46444 DDB  |
| Fachwerkscheune               | Fachwerkscheune               | Haingraben 11 LageFlur: 4, Flurstück: 29        | Fachwerkscheune aus dem 18. Jahrhundert, Hofeinfahrt mit barocken Sandsteinpfeilern. | 1725 bis 1775          | 46445 DDB  |
| Jüdischer Friedhof            | Jüdischer Friedhof            | Taunusstraße o. Nr. LageFlur: 4, Flurstück: 104 | Friedhof für die Gemeinden Bad Soden, Höchst, Unterliederbach, Okriftel, Hattersheim und Hofheim. Auch verstorbene Kurgäste wurden hier beerdigt. 1938 von Nationalsozialisten zerstört. Letzte Beerdigung Januar 1939, es blieb ein Rest mit fünf Grabsteinen. | 1675                   | 46446 DDB  |

## Oberliederbach
| Bild                                              | Bezeichnung                                       | Lage                                                         | Beschreibung | Bauzeit                | Objekt-Nr. |
| ------------------------------------------------- | ------------------------------------------------- | ------------------------------------------------------------ | --- | ---------------------- | ---------- |
| Evangelische Pfarrkirche                          | Evangelische Pfarrkirche                          | Alt Oberliederbach 5 LageFlur: 2, Flurstück: 181             | klassizistischer Saalbau nach Plänen von Eberhard Philipp Wolff errichtet | 1834                   | 46412 DDB  |
| ehem. Gutshaus                                    | ehem. Gutshaus                                    | Alt Oberliederbach 8 LageFlur: 1, Flurstück: 33              | Das zweistöckige Gutshaus stammt von 1830/40. Es weist einen traufständigen Baukörper auf und besitzt ein profiliertes Kranzgesims mit Klötzchenfries und Schopfwalm.                                                                       | 1840                   | 46413 DDB  |
| Fachwerkwohnhaus                                  | Fachwerkwohnhaus                                  | Alt Oberliederbach 11 LageFlur: 2, Flurstück: 109/1,109/2    | Das zweistöckige Fachwerkwohnhaus stammt ebenso wie der ehemalige Stall von um 1700. Am sichtbaren Wohnhausfachwerk dominieren weit spreizende Mannfiguren.                                                                                 | 1695 bis 1705          | 46414 DDB  |
| Fachwerkwohnhaus                                  | Fachwerkwohnhaus                                  | Alt Oberliederbach 15 LageFlur: 2, Flurstück: 92             | Das Fachwerkwohnhaus ist zweistöckig und stammt von um 1700. Es hat ein Satteldach. | 1695 bis 1705          | 46415 DDB  |
| Sachteil: Hoftor                                  | Sachteil: Hoftor                                  | Alt Oberliederbach 22 LageFlur: 2, Flurstück: 85             | Das Hoftor stammt aus der ersten Hälfte des 18. Jahrhunderts. | Anfang 18. Jahrhundert | 46416 DDB  |
| Fachwerkwohnhaus                                  | Fachwerkwohnhaus                                  | Alt Oberliederbach 36 LageFlur: 2, Flurstück: 31             | Das zweistöckige Fachwerkwohnhaus stammt aus der zweiten Hälfte des 18. Jahrhunderts und besitzt ein Krüppelwalmdach. | Ende 18. Jahrhundert   | 46417 DDB  |
| Fachwerkwohnhaus                                  | Fachwerkwohnhaus                                  | Alt Oberliederbach 42 LageFlur: 2, Flurstück: 29/1           | Das zweistöckige Fachwerkwohnhaus stammt aus dem späten 18. Jahrhundert. Im Fachwerk erkennt man symmetrisch angeordneten Streben, Feuerböckchen und Andreaskreuze.                                                                         | Ende 18. Jahrhundert   | 46418 DDB  |
| Fachwerkwohnhaus                                  | Fachwerkwohnhaus                                  | Alt Oberliederbach 44 LageFlur: 2, Flurstück: 28             | Zweistöckiges Fachwerkwohnhaus mit Fachwerkscheune aus der zweiten Hälfte 18. Jahrhunderts. Das überdachte Hoftor stammt aus dem 19. Jahrhundert.                                                                                           | Ende 18. Jahrhundert   | 46419 DDB  |
| Karl-Winnacker-Haus                               | Karl-Winnacker-Haus                               | An den Hofgärten 2 LageFlur: 1, Flurstück: 26/1              | Die dreistöckige Villa stammt von 1911/12 und besitzt ein flach geneigtes Walmdach, die Parkanlage ist von 1863 bis 1876. Die Bauform ist an oberitalienische Renaissancevillen orientiert und besitzt kaiserzeitlich-monumentale Elemente. | 1912                   | 46420 DDB  |
| Sachteile: Mauer mit Torhaus und Fachwerkgebäuden | Sachteile: Mauer mit Torhaus und Fachwerkgebäuden | Bahnstraße 7 LageFlur: 2, Flurstück: 124                     | Das überdachte Torhaus im Norden mit Fachwerknebengebäuden trägt eine Inschrift "IAG 1808" auf einem Quaderstein. | 1725 bis 1775          | 46421 DDB  |
| Bild gesucht BW                                   | Gesamtanlage Oberliederbach                       | Lage                                                         | Diese Gesamtanlage Oberliederbach umfasst die Gebäude Nummer 1, 2, 3, 4, 6, 7, 8, 9 und 12 in der Schulstraße und in der Straße Alt-Oberliederbach die Nummern 13 und 15.                                                                   |                        | 46411 DDB  |
| Ehemalige Untermühle                              | Ehemalige Untermühle                              | Höchster Straße 21 und 23 LageFlur: 1, Flurstück: 23/2, 24/3 | Errichtet wurde die Mühle 1660, die Gebäude Wohnhaus (Nr. 21, mit Krüppelwalm) und ehemalige Scheune (Nr. 23) sind Fachwerkbauten aus dem 18./19. Jahrhundert.                                                                              | 1660                   | 46422 DDB  |
| Fachwerkwohnhaus                                  | Fachwerkwohnhaus                                  | Schulstraße 1 LageFlur: 2, Flurstück: 104/2                  | Das mit Zierfachwerk bestückte Wohnhaus von um 1700 steht auf einem Feldsteinsockel und besitzt ein Satteldach. Die Eckständer sind geschnitzt mit gedrehten Säulen und Volutenornamenten.                                                  | 1695 bis 1705          | 46423 DDB  |
| Fachwerkwohnhaus                                  | Fachwerkwohnhaus                                  | Schulstraße 6 LageFlur: 2, Flurstück: 98                     | Der zweistöckige und giebelständige Fachwerkbau stammt aus der zweiten Hälfte des 18. Jahrhunderts. Das Obergeschoss ist mit Holzschindeln verkleidet.                                                                                      | Ende 18. Jahrhundert   | 46424 DDB  |
| Fachwerkwohnhaus                                  | Fachwerkwohnhaus                                  | Schulstraße 7 LageFlur: 2, Flurstück: 1/2                    | Fachwerkwohnhaus mit Satteldach stammt aus dem 17./18. Jahrhundert. | 1675 bis 1725          | 46425 DDB  |
| Fachwerkwohnhaus                                  | Fachwerkwohnhaus                                  | Schulstraße 8 LageFlur: 2, Flurstück: 97                     | Das Fachwerkwohnhaus hat zwei Stockwerke, besitzt ein Krüppelwalmdach und stammt aus der Mitte des 18. Jahrhunderts. | 1725 bis 1775          | 46426 DDB  |
| Fachwerkwohnhaus                                  | Fachwerkwohnhaus                                  | Schulstraße 12 LageFlur: 2, Flurstück: 8                     | Zum Fachwerkwohnhaus gehört ein Stall mit Tor und Scheune und stammt vermutlich vom Beginn des 18. Jahrhunderts. Vor dem Haus steht eine Linde und ein Waaghäuschen.                                                                        | Anfang 18. Jahrhundert | 46427 DDB  |
| Herrenhof                                         | Herrenhof                                         | Schulstraße 22 LageFlur: 2, Flurstück: 115                   | Der ehemalige, barocke Herrenhof mit Kranzgesims und Krüppelwalmdach hat ein Rundbogen-Hoftor von 1756. | 1756                   | 46428 DDB  |